# Prenestino-Centocelle

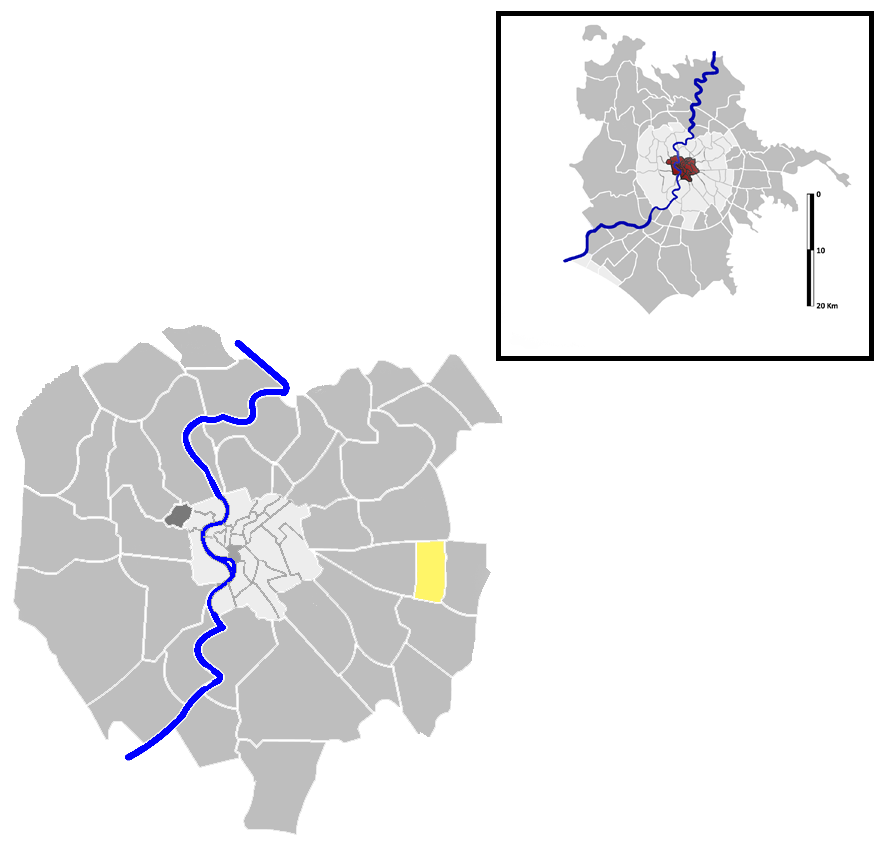
Lage von Prenestino-Centocelle in Rom

Prenestino-Centocelle ist ein Quartier im Osten der italienischen Hauptstadt Rom. Der Name leitet sich von der Via Praenestina und der Festung Centrocelle Centum Cellae von Konstantin den Großen ab. Das Quartier wird als Q.XIX bezeichnet und ist Teil des Municipio V. Es zählt 53.492 Einwohner und hat eine Fläche von 2,0816 km².
Es bildet die mit dem Code 7.a bezeichnete zone urbanistiche, mit 56.408 Einwohnern und einer Fläche von 3 km².

## Geschichte
1961 wurde es aus dem östlichen Teil des Quartiers Prenestino-Labicano zwischen Via Tor de Schiavi/Viale dell Primavera und viale Palmiro Togliatti gegründet. Es existieren noch Straßenschilder mit der Nummerierung Q.VII.

## Besondere Orte
- Aqua Alexandrina
- Aérodrome de Roma-Centocelle
- San Felice da Cantalice
- Sant’Ireneo a Centocelle
- Sacra Famiglia di Nazareth a Centocelle
- San Bernardo da Chiaravalle